# Почаївська волость
Почаївська волость — адміністративно-територіальна одиниця Кременецького повіту Волинської губернії Російської імперії. Волосний центр — містечко Почаїв.

## Склад
Станом на 1885 рік складалася з 18 поселень об'єднаних у 12 сільських громад. Населення — 6119 осіб (3132 чоловічої статі та 2987 — жіночої), 721 дворове господарство.
|                     | Площа, десятин | У тому числі орної, десятин |
| ------------------- | -------------- | --------------------------- |
| Сільських громад    | 6443           | 4000                        |
| Приватної власності | 3845           | 1419                        |
| Казенної власності  | —              | —                           |
| Іншої власності     | 707            | 350                         |
| Загалом             | 10995          | 5769                        |

### Основні поселення волості
- Почаїв — колишнє власницьке містечко за 23 версти від повітового міста, 660 осіб, 88 дворів, станова квартира, Почаївська Успенська чоловіча лавра, приходська церква на цвинтарі, єврейський молитовний будинок, богодільня, монастирський готель, постійний базар, базари по неділях, 7 ярмарків на рік. За версту — цегельний завод.
- Будки́ — колишнє власницьке село, 675 осіб, 75 дворів, каплиця, лавка.
- Лідихів — колишнє власницьке село при струмкові, 1217 осіб, 168 дворів, православна церква, постоялий будинок, водяний млин.
- Новий Кокорів — колишнє власницьке село при річці Іква, 443 особи, 67 дворів, православна церква, водяний млин.
- Новий Тараж (Рідкодуби) — колишнє власницьке село, 336 осіб, 41 двір, каплиця.
- Попі́вці — колишнє власницьке село при річці Іква, 454 особи, 60 дворів, православна церква, каплиця, 2 водяних млини.
- Старий Почаїв — колишнє власницьке село, 702 особи, 67 дворів, православна церква, каплиця, 2 лавки.

## Історія
Волость існувала з ХІХ ст. по 1920 р. у складі Кременецького повіту Волинської губернії. 18 березня 1921 року Західна Волинь відійшла до складу Польщі. У Польщі існувала під назвою ґміна Почаюв Кременецького повіту Волинського воєводства в тому ж складі, що й до 1921 року. В 1921 р. складалася з 65 населених пунктів, налічувала 14 236 жителів (13 738 православних, 446 римо-католиків, 16 євангелістів, 6 штундистів, 5 греко-католиків і 25 юдеїв).
1 жовтня 1933 р. у ґміну Почаюв включені з сільської ґміни Бережці села Валігури, Комарівка і хутір Дунаївщина з села Дунаїв, натомість передане до сільської ґміни Старий Олексинець село Волиця.
На 1936 рік гміна складалася з 19 громад:
1. Борщівка — село: Борщівка та хутори: Білозірка і Мельники;
2. Будки — село: Будки та хутори: Галаси I і Козаки;
3. Дунаївщина — село: Дунаївщина;
4. Юридика — село: Юридика;
5. Комарин — село: Комарин;
6. Крутнів — село: Крутнів та хутори: Бобрівці й Загребельна;
7. Комарівка — село: Комарівка;
8. Ледухів — село: Ледухів та хутори: Красне і Лісовики;
9. Левківці — село: Левківці та хутори: Козюльщина і Козлівщина;
10. Лосятин — село: Лосятин та хутори: Кринички, Коцюби, Підкамінчик і Василиха;
11. Лопушне — село: Лопушне та хутори: Гаї і Козлове;
12. Почаїв Новий — село: Почаїв Новий та хутори: Кутець і Плетяки;
13. Почаїв Старий — село: Почаїв Старий та хутір: Гарлани;
14. Раславка — село: Раславка та хутори: Галаси II, Кримінина і Сагани;
15. Ростоки — село: Ростоки;
16. Тараж Новий — село: Тараж Новий;
17. Тараж Старий — село: Тараж Старий та хутори: Гнила Лоза, Глубочиха, Климаки, Кисельова і Вільшанки;
18. Валігури — село: Валігури та хутір: Герцун;
19. Вінцентівка — село: Вінцентівка.

Після радянської анексії західноукраїнських земель ґміна ліквідована у зв'язку з утворенням Почаївського району.